# Neria
Neria is een vliegengeslacht uit de familie van de spillebeenvliegen (Micropezidae).

## Soorten
- N. cibaria (Linnaeus, 1761)
- N. commutata (Czerny, 1930)
- N. dentigera (Loew, 1854)
- N. ephippium (Fabricius, 1794)
- N. femoralis (Meigen, 1826)
- N. longiceps (Loew, 1870)
- N. nigricornis (Zetterstedt, 1838)
- N. octoannulata (Strobl, 1899)